# Evanjelický učiteľ
A Evanjelický učiteľ (lapcímének magyar fordítása Evangélikus Tanító) szlovák nyelven megjelenő egyházi pedagógiai szaklap volt a két világháború közötti Csehszlovákiában és az első Szlovák Köztársaságban.